# Diaspora marocaine

(ar) الجالية المغربية
La diaspora marocaine regroupe la population d'origine marocaine vivant à l'extérieur du pays. Elle est la conséquence directe et conjointe du fort taux d'émigration que connaît le Maroc depuis son indépendance en 1956.
C'est un terme désignant les personnes d'origine marocaine qui ont gardé un lien direct ou indirect avec le Maroc, participant ou non à la vie de la communauté marocaine hors de ses frontières, et appartenant à la première, deuxième, troisième, énième génération d'émigrants dans tel ou tel pays.
Ces personnes sont éventuellement des acteurs du lien avec le Maroc ou des symboles médiatiques (voire des stéréotypes de cet enracinement). Le journaliste Hakim El Ghissassi souligne la spécificité de la diaspora marocaine puisque « le dilemme de la double fidélité au pays d'origine et au pays d'établissement se résout dans le respect des valeurs universelles et [par] l'intégration des spécificités ».
Cette attitude implique aussi de se fondre dans le mimétisme social tout en donnant le meilleur de soi-même. Selon Hamadi Bekouchi, sur le plan psychologique et sociologique des relations humaines, sans oublier les points diplomatiques, politiques, économiques et entrepreneuriaux, l'émigration de la population marocaine serait un véritable atout pour le Maroc tant au niveau interne qu'externe.

## Démographie
Selon Abdelilah Benkirane, le nombre des Marocains du monde a connu une hausse durant les dix dernières années pour atteindre 4,5 millions de ressortissants en 2013, contre 1,7 million en 1998. 70 % des membres de la communauté marocaine sont âgés de moins de 45 ans et 20 % sont nés à l'étranger. Cette communauté est établie dans 100 pays des cinq continents, dont la majorité en Europe et 80 % de ses membres se répartissent entre la France, l'Espagne, l'Italie, la Belgique, les Pays-Bas et l'Allemagne.
La structure socio-professionnelle de la communauté marocaine à l'étranger a connu une transformation qualitative durant les dernières années, puisque le phénomène de l'émigration a également touché les compétences marocaines dans différents domaines.

### Villes étrangères à forte communauté marocaine

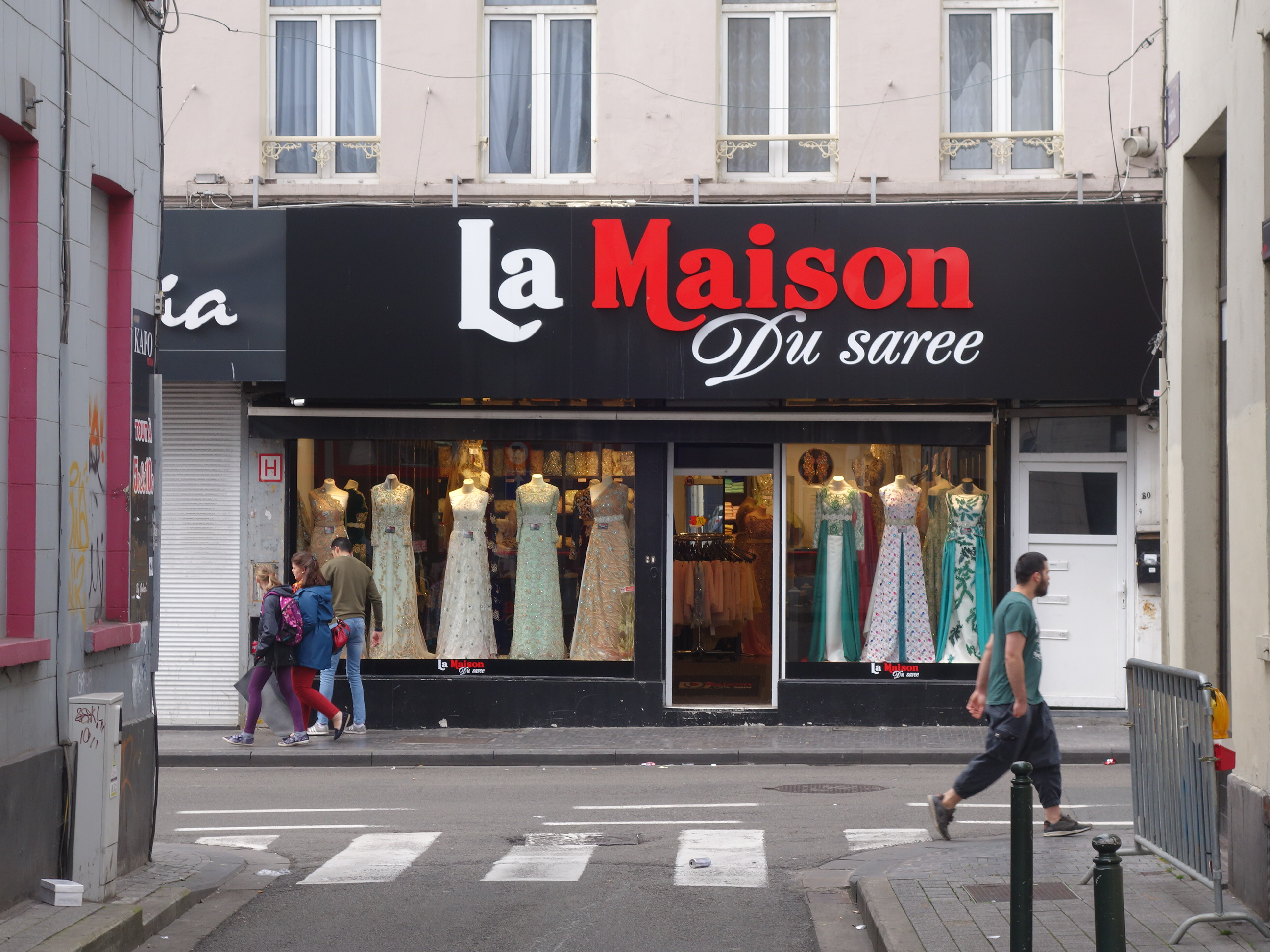
Un magasin à Molenbeek, vendant des djellabas marocaines.

La région de Bruxelles-Capitale reste sans doute le lieu qui détient la plus forte communauté marocaine en Europe. Entre 1960 et 1970, la Belgique sera à la recherche d'ouvriers non qualifiés. Les Marocains issus du Nord du Maroc (principalement de Nador, Al Hoceïma et Tanger), les Turcs et les Italiens seront les principaux candidats pour se lancer dans les mines en Wallonie. Bruxelles sera par la suite, le principal pôle d'attraction économique. Un nombre important de Marocains ayant travaillé en Wallonie et en Flandre iront s'installer à Bruxelles dans les années 1980. On comptera dans ces années un nombre de 57 874 Marocains à Bruxelles. Le chiffre va s'accroître en quelques années, atteignant les 90 000 Marocains dans l'an 2000. Avec Anvers comme deuxième capitale économique, une autre partie ira également s'installer dans la ville flamande, principalement à Borgerhout et Kiel.
Dans les années 2010, on comptera en Belgique un large pourcentage de Marocains dans des communes multiculturelles telles que Molenbeek (en région bruxelloise) ou encore Borgerhout (à Anvers). À Bruxelles, les communes de Schaerbeek, Anderlecht, Saint-Josse-ten-Noode et Saint-Gilles comptent également une forte communauté dominante parmi les étrangers résidents sur ces communes, principalement les communautés turques et albanaises. En 2018, les Marocains et binationaux belgo-marocains représentent plus de 14% de la totalité de la population bruxelloise. Les Marocains natifs de Bruxelles sont souvent surnommés Les Maroxellois,.
D'après un recensement effectué en 2011 par l'INSEE, la région d'Île-de-France compterait un nombre de 224 787 Marocains, soit la troisième plus grande communauté étrangère après les Algériens (285 703) et les Portugais (240 445). Avec une grande présence d'autres communautés étrangères, la communauté marocaine en Île-de-France vit aujourd'hui avec une énorme influence de multi-culturalité, notamment dans les Yvelines, en Hauts-de-Seine et au Val-d'Oise. La majorité des Marocains en Île-de-France est originaire de Casablanca, de Meknès et d'Agadir.

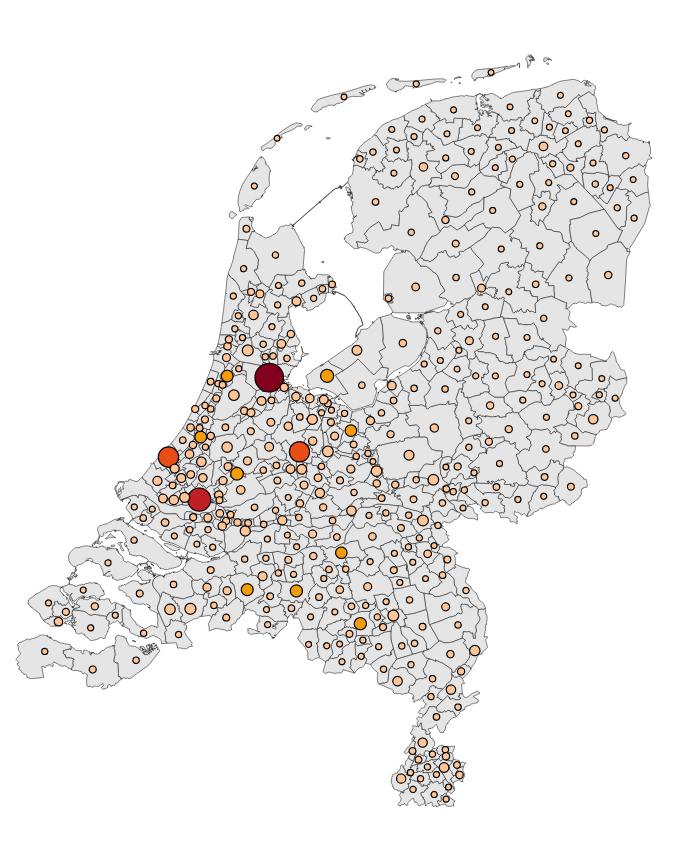
Proportion de Marocains par villes aux Pays-Bas. Le rouge vif désigne le maximum (Amsterdam, Rotterdam, Utrecht et La Haye.

La capitale néerlandaise d'Amsterdam arrive en quatrième place d'après une étude effectuée par le OIS en 2013. Comme et en même temps qu'en Belgique, la première génération d'allochtones marocains est constituée d'individus venus dans les années 1960 et 1970 pour répondre aux appels de main-d’œuvre, et de leur famille dans le cadre de la politique du regroupement familial. Le recrutement de travailleurs marocains s'est poursuivi jusqu'en 1973. Après les années 1980, un nombre important de Marocains venus du Nord du Maroc, plus particulièrement de la région du Rif ira s'installer à Amsterdam. Dans les années 2000, on comptera dans d'autres grandes villes également un grand nombre de Marocains, notamment à Rotterdam, Utrecht et La Haye. La ville d'Amsterdam comptait au début de 2013 un nombre d'environ 75 700 Marocains, soit la plus grande communauté étrangère de la ville, suivi des Surinamais (66 190), des Turcs (42 638) et des Indonésiens (25 792). Aujourd'hui, un nombre de plus de 90 000 est estimé selon certains médias néerlandais.
Quant à la ville d'Utrecht, elle est totalement dominée par la présence marocaine dans les quartiers de Nieuwegein, Overvecht et Kanaleneiland. Ces quartiers seront considérés dans les années 2010 comme étant de réels ghettos après avoir tiré une mauvaise réputation due à la délinquance et la criminalité.
Au Canada, on compte depuis 2006 un nombre d'environ 100 000 Marocains. Avec la moitié de confession musulmane, l'autre de confession juive, la première vague d'immigration se fait entre 1957 et 1967 quand trois mille israélites quittent le Maroc pour Montréal. La guerre des Six Jours, en 1967 a attiré lors de cette époque, particulièrement les Juifs d'Afrique du Nord. Dans le débuts des années 2000, un nombre d'environ 16 428 Marocains de confession musulmane émigre à son tour au Canada pour s'installer dans la ville francophone. Aujourd'hui, Montréal fait partie d'une des villes avec le plus de Marocains. Une autre partie des juifs marocains quant à eux, iront s'installer en Israël, plus particulièrement dans la ville d'Ashdod.

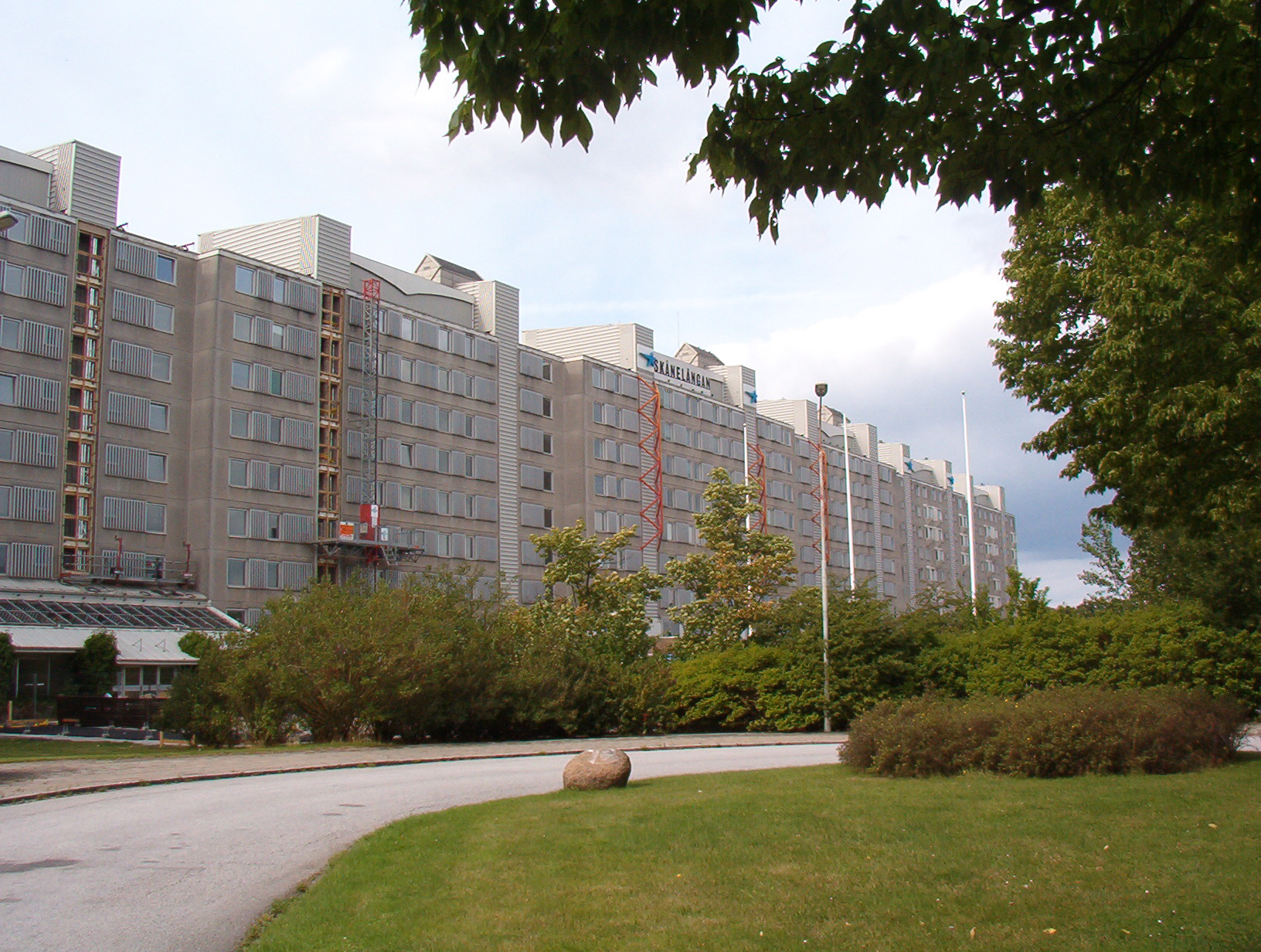
Rosengård, quartier multiculturel de Malmö qui abrite environ 1000 Marocains.

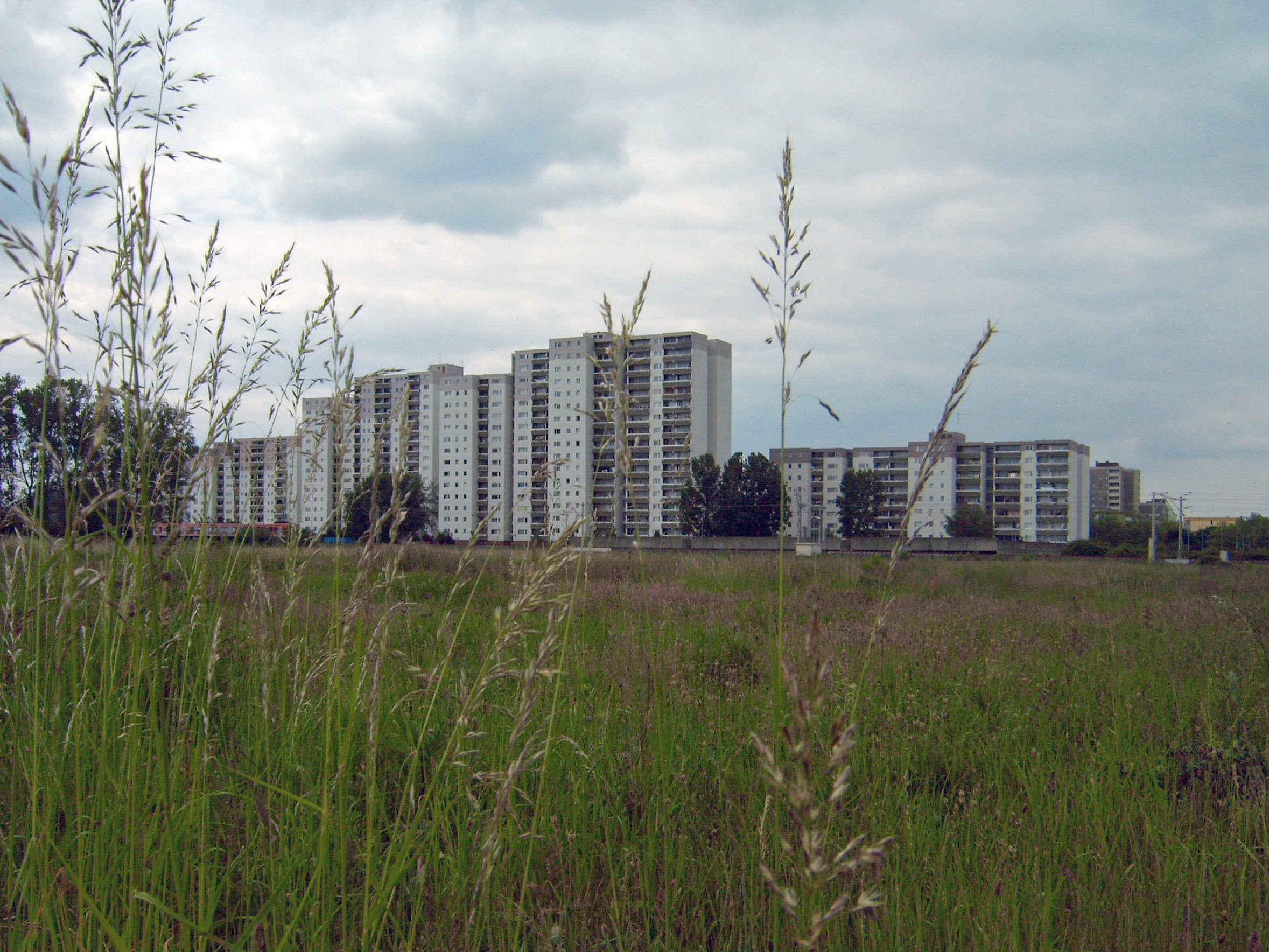
Dietzenbach, ville abritant une majorité étrangère d'origine marocaine en Allemagne.

La Scandinavie compte également une importante communauté marocaine avec au moins 100 000 Marocains. Les villes comptant une importante communauté marocaine sont Oslo, Copenhague ainsi que Malmö, plus particulièrement dans le quartier d'immigrés à mauvaise réputation, Rosengård. Une grande majorité des Marocains ayant immigré dans les pays de la Scandinavie sont originaires des régions montagneuses du Rif au Maroc.
- Chaussée de Gand,  Bruxelles
- Clemenceau,  Bruxelles
- Osseghem,  Bruxelles
- Boulevard Lemonnier,  Bruxelles
- Place Pavillon,  Bruxelles
- Rue de Brabant,  Bruxelles
- Cureghem,  Bruxelles
- Versailles,  Bruxelles
- Quartier du Midi,  Bruxelles
- Turnhoutsebaan,  Anvers
- Luchtbal,  Anvers
- Abdijstraat,  Anvers
- Bressoux,  Liège
- Saint-Jean[49],  Tubize
- Transvaalbuurt,  Amsterdam
- Bos en Lommer,  Amsterdam
- Slotermeer,  Amsterdam
- Indische buurt,  Amsterdam
- IJburg,  Amsterdam
- Geuzenveld,  Amsterdam
- Oud-West,  Amsterdam
- Bijlmer,  Amsterdam
- Zwart Janstraat,  Rotterdam
- Delfshaven,  Rotterdam
- Kanaleneiland[50],  Utrecht
- Overvecht,  Utrecht
- Schilderswijk,  La Haye
- Moerwijk,  La Haye
- Woensel[51],  Eindhoven
- Oosterwei[52],  Gouda
- Heuvel,  Bréda
- Lavapiés,  Madrid
- San Blas-Canillejas,  Madrid
- Fuencarral-El Pardo,  Madrid
- L'Hospitalet de Llobregat,  Barcelone
- Amposta,  Barcelone
- El Saladillo,  Algésiras
- El Príncipe,  Melilla
- Príncipe Alfonso,  Ceuta
- La Paillade[53],  Montpellier
- Pissevin,  Nîmes
- Valdegour,  Nîmes
- Cité des Princes,  Vaucluse
- Quartier de la Goutte-d'Or,  Paris
- Le Val Fourré,  Yvelines
- La Noé,  Yvelines
- Avenue de la Reine Jeanne,  Avignon
- Le Val d’Argenteuil,  Val-d'Oise
- Petit Maghreb,  Montréal
- Rosengård,  Malmö
- Aurora-Valdocco,  Turin
- Porto Palace,  Turin
- Ellerstraße,  Düsseldorf
- Sossenheim,  Francfort-sur-le-Main
- Dietzenbach,  Francfort-sur-le-Main
- Méa Shéarim,  Jérusalem
- Musrara,  Jérusalem

## Europe

### France

#### Évolution historique de l'immigration marocaine en France
L'immigration marocaine en France est un phénomène ancien. C'est vers 1910 et même avant cette date que l'on peut situer le début du mouvement migratoire des Marocains vers la France, et à partir de 1914, la France comptait déjà plus de 15 000 travailleurs marocains. L'immigration marocaine en France n'a connu son ampleur qu'à partir des années 1950. L'arrêt de l'immigration décidé par le gouvernement, l'échec de la politique des retours et le recours au regroupement familial amorcé dès 1974, ont contribué à la transformation du mouvement migratoire marocain en France.
On peut distinguer trois périodes migratoires des Marocains en France :
- La première période se situe entre les deux guerres. Il s'agit des premières tentatives de l'immigration collective organisée. Cette période a été caractérisée par une immigration de contingents composés :
  - de travailleurs, recrutés sur contrats, affectés principalement pour une durée temporaire aux usines d'armement, aux mines et aux secteurs agricoles. Ce n'est qu'en 1938 que fut créé au Maroc un service d'émigration pour assurer la sélection, le recrutement et l'acheminement des travailleurs marocains vers la France[54].
  - de militaires affectés à la résistance contre les Allemands pendant la Deuxième Guerre mondiale[54].
- La deuxième période commence dès le lendemain de la Deuxième Guerre mondiale (les Trente glorieuses) jusqu'à l'arrêt de l'immigration décidé par le gouvernement à cause du ralentissement de la croissance économique au début des années 1970. Il s'agit d'une immigration de main d'œuvre.
- La troisième période couvre la période de 1974 à nos jours. En 1974, le ralentissement de la croissance économique conduit le gouvernement à décider l'arrêt de l'immigration, sauf dans le cadre du regroupement familial et de demandes spécifiques émanant d'employeurs. L'échec de la politique d'aide au retour mise en place par le gouvernement et la crainte des difficultés de revenir en France ont poussé les immigrés marocains installés en France à prolonger leur séjour et à faire venir leur famille. C'est à partir de cette date charnière que l'immigration marocaine va connaître des mutations profondes dans sa structure, sa composition, ses difficultés, ses revendications, son évolution, etc.

Les Marocains constituent désormais la deuxième communauté d'immigrés en France derrière les Algériens. Un total de 1 314 000 Marocains, entre immigrés et descendants directs d'immigrés, ont été recensés en France à fin 2008, selon une étude de l'Institut national de statistiques et des études économiques français (INSEE).
Selon cette même étude, près de 654 000 immigrés nés au Maroc étaient installés en France en 2008, soit 12 % de la population immigrée en France (5,3 millions). Celle-ci représente 8 % de la population totale de France. Leur nombre a presque triplé depuis 1975, année à laquelle l'immigration marocaine représentait 6 % de la population immigrée.
Le premier quart des immigrés marocains était installé en France au milieu des années 1970, décennie qui a connu la première grande vague migratoire marocaine vers l'Hexagone.
L'étude révèle aussi que les descendants directs d'immigrés marocains, ceux nés et résidant en France, et ayant au moins un parent immigré, sont plus nombreux que les immigrés. Ils étaient estimés à 660 000 individus, soit près de 10 % de la population des descendants directs d'immigrés. Totalisant 6,7 millions, cette dernière catégorie représente 11 % de la population de la France.
Le chiffre exact des Marocains et binationaux en France serait encore plus important, étant donné que l'étude ne prend pas en compte les Marocains des troisième et quatrième générations nés en France de parents français de naissance, ni les Marocains nés en France et qui n'ont pas encore opté pour la nationalité française.
Ainsi, en 2015, l'historien Pierre Vermeren, spécialiste du Maghreb, a estimé que, d'après les chiffres de l'INSEE de 2008, le nombre de Marocains et personnes d'origine marocaine en France était de 2,5 millions sur quatre générations : « Ce chiffre est une extrapolation qui part du chiffre de l’Institut national de la statistique et des études économiques, Insee, lequel ne concerne que les immigrés et leurs enfants, soit 1,314 million de personnes en 2008 ; or à cette date, l’immigration marocaine compte trois voire quatre générations, dont les descendants sont considérés comme « marocains » à Rabat ».

#### Natalité
Selon l'INSEE, 3,7 % des enfants nés en 2011 en France métropolitaine soit 29 678 sur 792 996, ont un père né au Maroc, avec la plus forte proportion dans les départements des Vaucluse (17,1 %), Corse (14,0 %), Hérault (12,7 %), Gard (11,1 %), Lot-et-Garonne (8,2 %), Tarn-et-Garonne (8,0 %), Loiret (7,0 %), Seine-Saint-Denis (7,0 %), Val-d'Oise (6,9 %), Yvelines (6,1 %), Pyrénées-Orientales (5,8 %), Hauts-de-Seine (5,6 %), Var (5,2 %), Yonne (4,9 %), Bas-Rhin (4,7 %), Eure-et-Loir (4,4 %), Nord (4,2 %), Essonne (4,1 %), Drôme (4,0 %), Ain (4,0 %), Haute-Garonne (3,9 %), Oise (3,9 %), Côte-d'Or (3,9 %), Val-de-Marne (3,8 %), Bouches-du-Rhône (3,7 %), Alpes-Maritimes (3,5 %), Gironde (3,5 %), Loir-et-Cher (3,5 %), Meurthe-et-Moselle (3,4 %), Doubs (3,3 %), Seine-et-Marne (2,8 %), Rhône (2,3 %).

#### Les Marocains en tête des étudiants étrangers en France
Les Marocains arrivent en tête des étudiants étrangers à avoir choisi la France pour y poursuivre leurs études. En 2012, le nombre d’étudiants marocains a atteint 32 482, soit 11,3 % du total des étudiants étrangers en France, devant les étudiants chinois (10,3 %) et algériens (8,3 %).

### Benelux

#### Immigration aux Pays-Bas et en Belgique entre 1960 et 1970
Les Marocains étaient peu nombreux durant la première vague d'immigration aux Pays-Bas, entre le milieu des années 1940 et le milieu des années 1960, constituée essentiellement d'individus en provenance des anciennes colonies néerlandaises. La première génération d'allochtones marocains est constituée d'individus venus dans les années 1960 et 1970 aux Pays-Bas et en Belgique pour répondre aux appels de main-d’œuvre, et de leur famille, dans le cadre de la politique du regroupement familial. Dans les mines belges, les travailleurs constituaient majoritairement des travailleurs marocains, turcs et italiens. Le recrutement de travailleurs marocains s'est poursuivi jusqu'en 1973. À cette date, 22000 Marocains vivaient aux Pays-Bas et 35000 en Belgique. Malgré le fait que les migrants marocains n'étaient qu'invités à travailler avant de retourner chez eux, leur nombre n'a pas diminué. Aussi, en 1980, on compte aux Pays-Bas 72 000 allochtones marocains ; 168 000 en 1990 ; et 335 127 en 2008. Outre la politique du regroupement familial, le taux de natalité élevé des immigrés marocains a contribué au doublement de leur nombre entre 1990 et 2008. Ainsi, en 2008, 47 % des Marocains vivant aux Pays-Bas sont nés aux Pays-Bas.

#### Belgique
| - Région de Bruxelles-Capitale : 410.000 (communauté bilingue) - Région flamande : 200.000 (communauté néerlandophone) - Région wallonne : 90.000 (communauté francophone) |

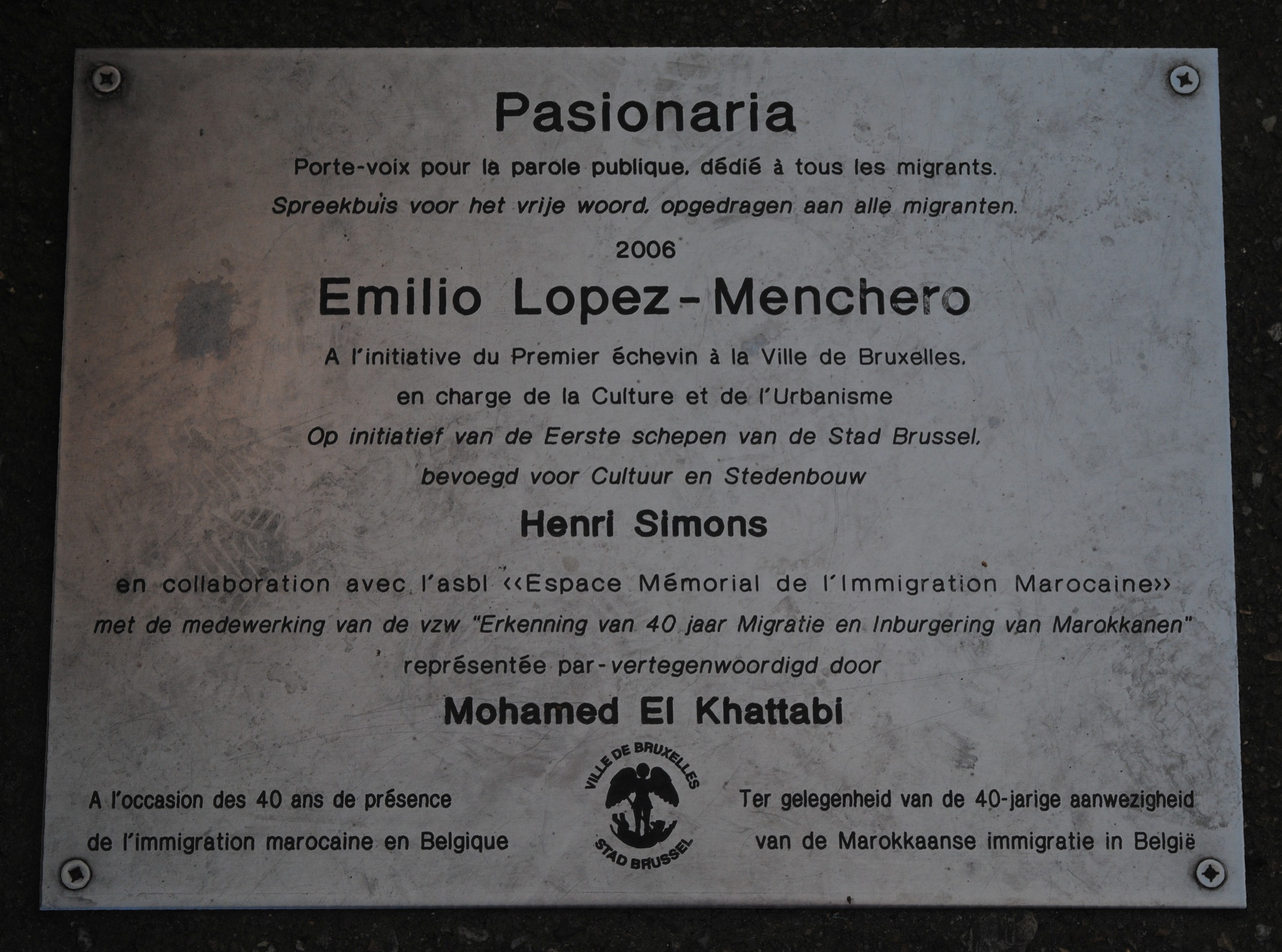
Plaque proche de Pasionaria, une œuvre d’Emilio Lopez-Menchereo, à Bruxelles, sous-titrée "Porte-voix pour parole publique, dédié à tous les migrants".

En Belgique, le nombre de personnes d’origine marocaine (au moins un parent né avec la nationalité marocaine) était de 550 000 au 1er janvier 2012, soit environ 4 % de la population du pays. Cette proportion s’élève à 6,7 % pour les moins de 15 ans. Ce chiffre a plus que doublé en vingt ans. Avec un pourcentage de 4 %, la population marocaine (comptant les Belges d'origine marocaine) possède le pourcentage le plus élevé en Europe parmi les Marocains résidents à l'étranger. La région de Bruxelles-Capitale (45 % des MRE en Belgique) compte le plus de Marocains en Belgique ainsi qu'en Europe, suivis d'Anvers (22,7 %), de Liège (8,8 %) et de Charleroi (5,2 %). Une grande majorité des Marocains en Belgique sont originaires du Rif (Al Hoceïma, Nador, Tanger et Tétouan).
À l'heure actuelle, on retrouve trois grands pays d’origine qui ont marqué l’histoire migratoire de la Belgique d’après-guerre : le Maroc, la Turquie et la République démocratique du Congo. Le point commun entre ces trois courants migratoires est qu’ils ont démarré au début des années 1960. Les migrants originaires de ces trois pays se sont progressivement installés en Belgique et ont donné naissance à des populations ayant chacune leurs propres caractéristiques démographiques. L’immigration marocaine a contribué à façonner de manière durable le visage de la Belgique sur le plan démographique, économique, social et culturel. Deux exemples sont particulièrement significatifs : les Marocains constituent à l’heure actuelle la première communauté étrangère en Belgique ; la loi du 19 juillet 1974 reconnaît le culte islamique parmi ceux qui doivent bénéficier d’un financement public. Il y a d’ailleurs concordance de date entre la reconnaissance de l’islam et l’arrêt de l’immigration. Le regroupement familial reste cependant autorisé, ce qui va permettre l’installation durable des immigrés marocains dans le pays et l’augmentation du nombre des fidèles de confession musulmane. D’où l’intérêt de revenir sur la convention belgo-marocaine relative à l’occupation de travailleurs marocains en Belgique, signée le 17 février 1964 et passée presque totalement inaperçue à l’époque. Certaines entreprises comme Caterpillar, apprennent l’existence de la convention en 1974, l’année même où l’immigration est arrêtée. Le citoyen belge moyen ignore jusqu’à son existence. Certains ouvrages spécialisés lui accordent une ligne.
À l'issue du 50e anniversaire de l'immigration marocaine en Belgique en 2014, le premier ministre belge Elio Di Rupo s'est exprimé en français : « Des milliers de travailleurs venus du Maroc sont venus mettre leurs bras et leurs talents au service de nos entreprises. Présents sur tous les chantiers, dans les mines et les usines, ils ont contribué à bâtir notre richesse actuelle. Nous leur devons une partie de notre prospérité ! Nos immeubles, nos hôpitaux, nos écoles, nos aéroports, notre métro, nos voies ferrées, nos routes, tout cela s’est construit avec une importante main-d’œuvre marocaine. Vous pouvez être fiers d’eux. Nous pouvons être fiers d’eux ! Au nom de la Belgique et du Gouvernement belge, je tiens à leur exprimer la reconnaissance de notre pays et les remercier du fond du cœur. […] Être là, devant vous, en tant que premier Premier ministre issu de l’immigration, est pour moi un moment très symbolique. Je connais l’ampleur des difficultés que certains d’entre vous rencontrent dans la vie de tous les jours. Je sais que les obstacles restent malheureusement trop nombreux. Des Belges issus de l’immigration subissent encore trop souvent des discriminations, par exemple pour trouver un emploi ou un logement. Une Belgique colorée, multiculturelle fraternelle et solidaire. Une Belgique fière de son histoire, de sa culture et de ses valeurs. Une Belgique heureuse d’offrir ce qu’elle a, et d’accueillir les apports du monde entier. Cette Belgique multiple, nous allons la bâtir ensemble. Elle est votre pays, elle est notre avenir. ».

#### Pays-Bas
| Commune     | Population | %     |
| ----------- | ---------- | ----- |
| Amsterdam   | 75 085     | 9 %   |
| Rotterdam   | 42 362     | 6,7 % |
| La Haye     | 28 900     | 5,7 % |
| Utrecht     | 28 600     | 8,9 % |
| Almere      | 7 300      | 3,7 % |
| Gouda       | 6 800      | 9,6 % |
| Eindhoven   | 5 900      | 2,7 % |
| Tilbourg    | 5 700      | 2,7 % |
| Bréda       | 5 500      | 3,1 % |
| Leyde       | 5 300      | 4,4 % |
| Bois-le-Duc | 4 700      | 3,3 % |
| Helmond     | 3 800      | 4,3 % |
| Zeist       | 3 400      | 5,5 % |
| Venlo       | 3 100      | 3,1 % |
| Weert       | 2 100      | 4,3 % |
| Culemborg   | 2 000      | 7,2 % |
| Pays-Bas    | 413 940    | 3,2 % |

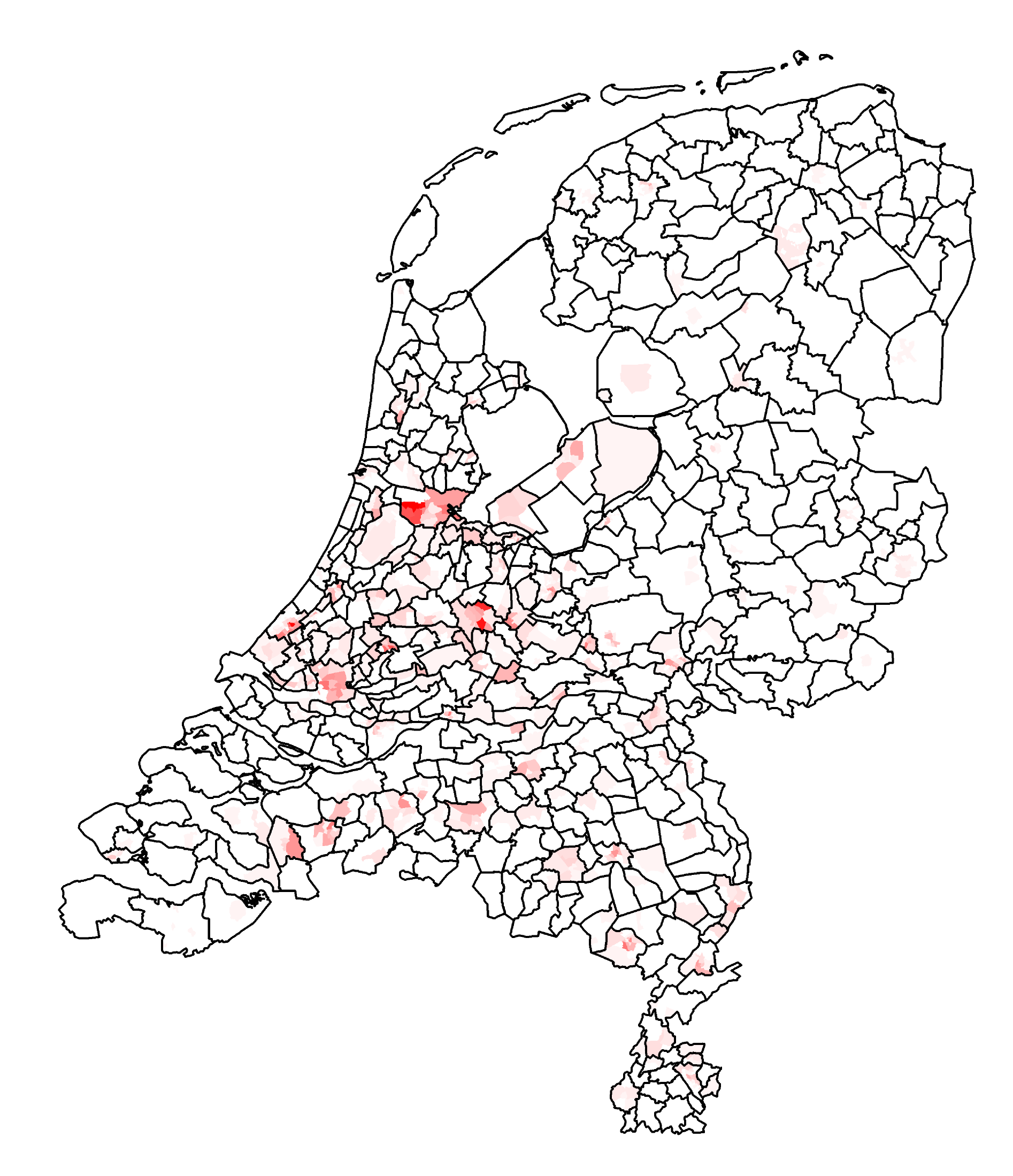
Proportion de Marocains par communes et quartiers. Le rouge vif désigne le maximum, 24 %. (Bureau central de la statistique, 2007)

En tenant compte de tous les habitants dont au moins l’un des deux parents est né au Maroc, la population marocaine s’établir au 1er janvier 2017 à 392 000. Parmi eux, plus de la moitié (53 %) sont nés au Maroc et appartiennent ainsi à la première génération ; tandis que les 47 % constituent la deuxième génération. Les Marocains de troisième génération, c’est-à-dire dont les parents sont nés aux Pays-Bas et dont l’un des grands-parents est né au Maroc, sont encore peu nombreux : en 2005, le CBS établit leur nombre à maximum de 2 000 personnes.
La structure d’âge de la population marocaine aux Pays-Bas dans les années soixante est typique de celle de migrants, à savoir des hommes dans leur majorité et assez peu d’enfants et de personnes âgées. Depuis, avec la politique de regroupement familial, la structure d’âge s’est largement normalisée. La proportion de personnes âgées reste toutefois très marginale au regard de la population néerlandaise dans son ensemble : 2,9 % des Marocains établis sur le sol néerlandais ont plus de 65 ans, contre 14 % sur l’ensemble de la population. Par ailleurs, la pyramide d’âge est relativement large, en raison de la fécondité élevée.
Le nombre d’immigrés clandestins marocains aux Pays-Bas est estimé en 2005 par le CBS à 11 900 contre 23 800 en 2001. Ce nombre représente 4 à 8 % de la population marocaine totale du pays, avec une concentration dans les quatre plus grandes villes (Amsterdam, Rotterdam, La Haye, Utrecht). Compte tenu de sa fécondité élevée, la population marocaine continuera à croître dans l’avenir, plus rapidement que les communautés turques, surinamaises ou antillaises. Selon le pronostic du CBS en 2005, la population marocaine est estimée en 2025 à 550 000, soit 2,5 % de la population néerlandaise totale. L’immigration marocaine ralentit également le processus de vieillissement de la population des Pays-Bas. La diaspora marocaine connait cependant elle aussi un vieillissement, notamment en raison d’une fertilité moins importante de la deuxième génération. En règle générale, les Marocains se marient plus jeunes que les Néerlandais autochtones, mais plus tardivement que les allochtones turcs. En 2005, un quart des femmes marocaines âgées entre 18 et 27 ans étaient mariées, et près de 10 % des hommes marocaine de la même tranche d’âge.
Les Marocains étaient peu nombreux durant la première vague d'immigration aux Pays-Bas, entre le milieu des années 1940 et le milieu des années 1960, constituée essentiellement d'individus en provenance des anciennes colonies néerlandaises. La première génération d'allochtones marocains est constituée d'individus venus dans les années 1960 et 1970 pour répondre aux appels de main-d’œuvre, et de leur famille, dans le cadre de la politique du regroupement familial. Le recrutement de travailleurs marocains s'est poursuivi jusqu'en 1973. À cette date, 22 000 Marocains vivaient dans le pays. Malgré le fait que les migrants marocains n'étaient qu'invités à travailler aux Pays-Bas avant de retourner chez eux, leur nombre n'a pas diminué. Aussi, en 1980, on compte dans le pays 72 000 allochtones marocains ; 168 000 en 1990 et 335 127 en 2008. Outre la politique du regroupement familial, le taux de natalité élevé des immigrés marocains a contribué au doublement de leur nombre entre 1990 et 2008. Ainsi, en 2008, 47 % des Marocains vivant aux Pays-Bas sont nés aux Pays-Bas. Après 2008, plus que la moitié de communauté marocaine aux Pays-Bas est né la. Il y a environ 392 000 Marocains aux Pays-Bas en janvier 2017.
Aux Pays-Bas et en Flandre (Belgique), les Marocains sont surnommés de Mocro's.
Population d'origine marocaine dans la population totale des Pays-Bas :
| Année | Population d'origine marocaine | Population des Pays-Bas | Pourcentage |
| ----- | ------------------------------ | ----------------------- | ----------- |
| 2000  | 262 221                        | 15 863 950              | 1,65 %      |
| 2005  | 315 821                        | 16 305 526              | 1,94 %      |
| 2013  | 368 838                        | 16 779 575              | 2,20 %      |
| 2016  | 385 721                        | 16 829 289              | 3,23 %      |
| 2017  | 390 000                        | 17 135 509              | 3,25 %      |
| 2018  | 397 803                        | 17 236 534              | 3,26 %      |
| 2019  | 413 940                        | 17 300 939              | 3,28 %      |

## Israël

### Histoire des juifs marocains au Maroc

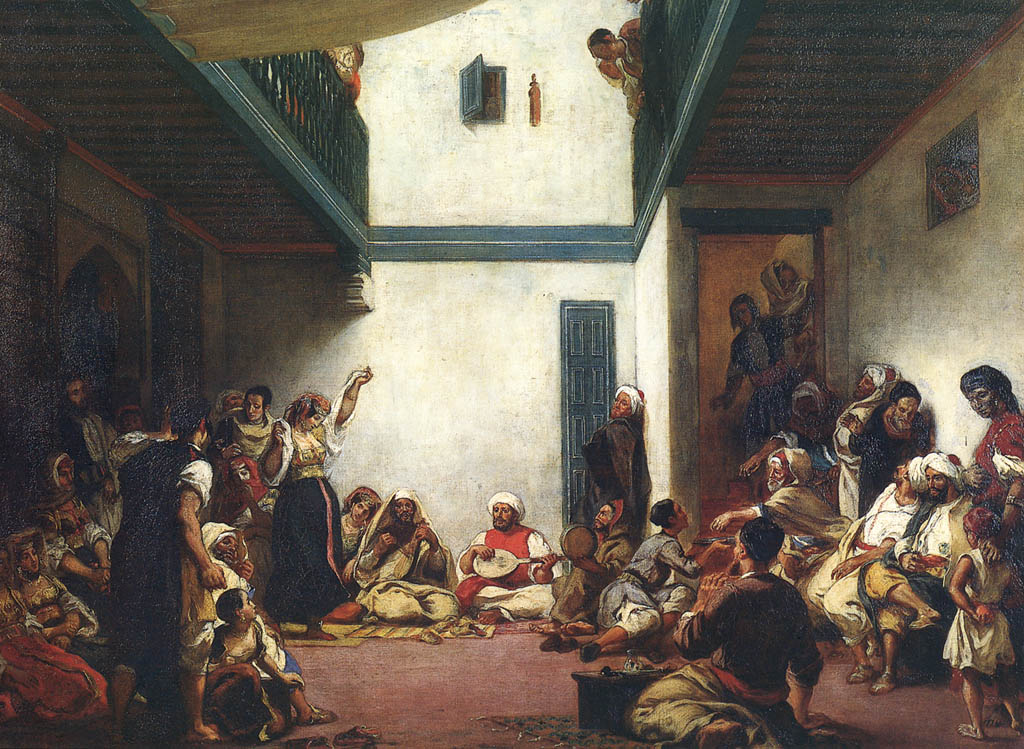
Mariage juif à Meknès, par Eugène Delacroix, Louvre, Paris.

La population marocaine juive était numériquement importante (environ 238 000 Juifs dans le protectorat français, 15 000 dans le protectorat espagnol et 12 000 dans la zone internationale de Tanger) soit 3 % de la population marocaine en 1948[réf. souhaitée].
Il y a déjà des vagues d’émigration vers la terre d'Israël dès la fin du XIXe siècle et le début du XXe siècle. Les Marocains juifs, même pendant la colonisation, sont restés des sujets de nationalité marocaine, comme les Tunisiens juifs, le décret Crémieux n’étant d’application qu’en Algérie alors française.
Il y avait également des juifs tunisiens et algériens qui vivaient au Maroc sous le protectorat. Dans un ouvrage paru en 1980, une enseignante française issue d’une famille tunisienne juive qui a passé sa jeunesse à Casablanca relate que « mes parents avaient beaucoup de mépris pour les juifs marocains. Ils représentaient pour eux l’obscurantisme, l’attachement à la religion. », les juifs tunisiens se considéraient comme une sorte d’aristocratie, « ils avaient été colonisés par les Français avant les autres et ils étaient plus francisés que les Marocains ». Certains d’entre eux, comme le banquier Félix Nataf, ont joué un rôle important au sein des « Amitiés marocaines » comme intermédiaires entre les nationalistes marocains musulmans et les autorités politiques françaises, au Maroc et à Paris, pendant le processus qui a abouti à l’indépendance du Maroc.[source insuffisante]

### Immigration massive en Israël

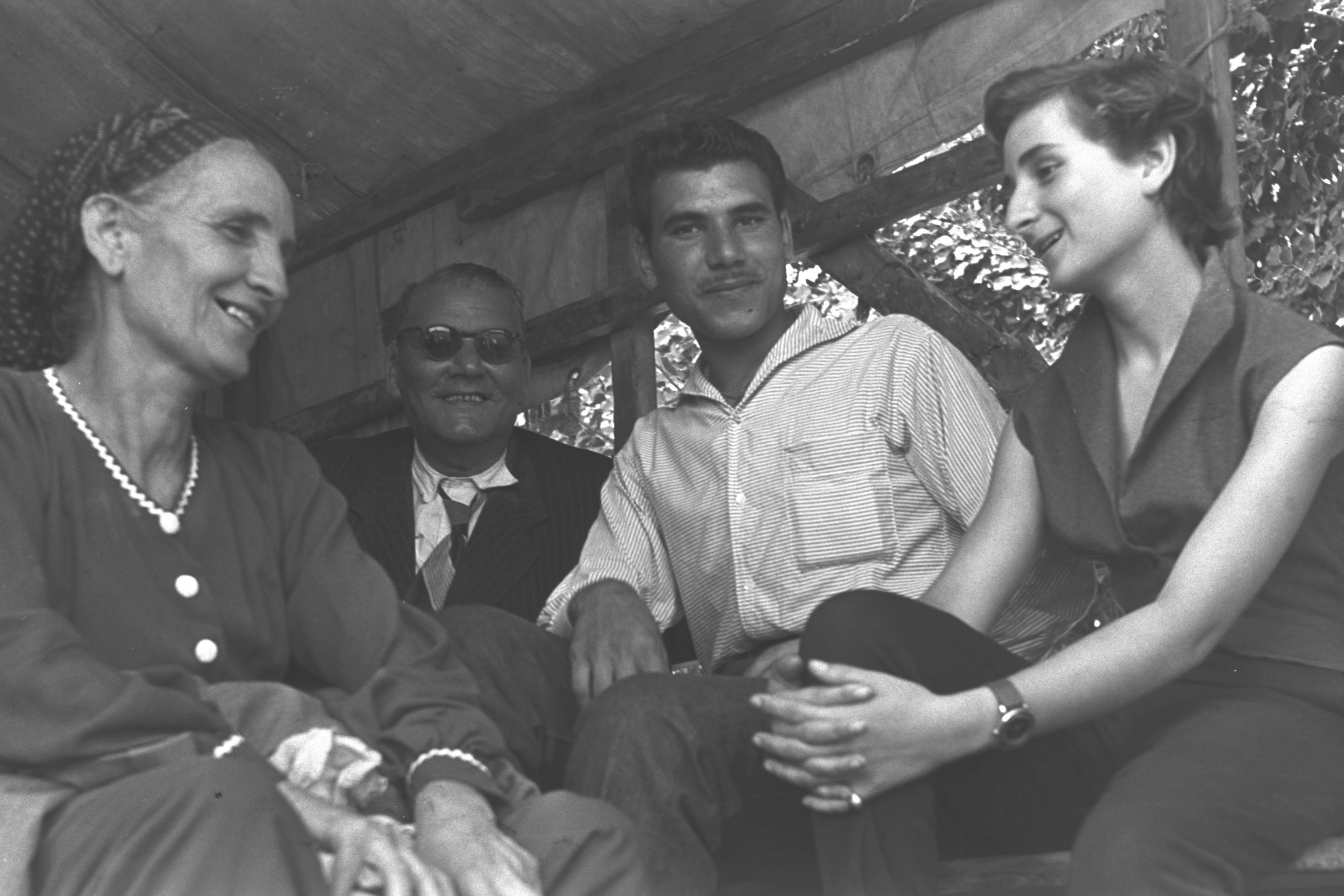
Immigrés juifs marocains vers la région de Néguev en 1954.

Dans les années 1950 et 1960, sous l'action des mouvements sionistes et l'effet de la pauvreté, une très grande partie de la communauté juive quitte le Maroc pour l'Amérique latine, les États-Unis, le Canada (et particulièrement le Québec) et la France. Mais l'émigration vers Israël est prépondérante, légale entre 1948 et 1955, avec 70 000 personnes puis interdite et clandestine entre 1955 et 1961 avec 65 800 personnes puis, après le naufrage d'un navire, le Pisces, avec quarante-trois passagers, à nouveau autorisée par Hassan II (opération Yakhin). De 230 000 personnes environ en 1948, la communauté juive passe à moins de 70 000 lors de la guerre des Six Jours en 1967. Cette guerre suscite des troubles anti-juifs au Maroc provoquant une recrudescence d'émigration, plus vers le Canada, l'Espagne et la France que vers Israël. En 1989, la communauté juive marocaine ne dépasse pas les 10 000 personnes. Selon le magazine La Vie éco, c'est finalement plus de 90 % de la communauté juive qui a émigré en Israël[réf. souhaitée].

### Relation entre le Roi Hassan II et les juifs marocains d'Israël
Hassan II resserre les liens entre le Maroc et les Juifs marocains émigrés et aide à la visite du président Anouar el-Sadate à Jérusalem en 1977. Il rencontre plus tard le Premier ministre israélien Shimon Peres à Ifrane en 1986. Depuis 1991, Hassan II puis Mohammed VI ont comme conseiller pour les affaires économiques et financières André Azoulay, promoteur du dialogue inter-religieux.
Grâce à la forte présence des juifs marocains en Israël, une étude démontrera que 12,9 % de la population israélienne, parle le dialecte marocain, notamment par les 800.000 Israéliens ayant un parent ou deux parents né(es) ou d'origine marocaine.

## Canada
Au Canada, on compte depuis 2006 un nombre de 100 000 Marocains dont une majorité qui réside au Québec. Parmi les 100 000 Marocains résidents au Canada, 45 000 sont de confession juive et 55 000 de confession musulmane.
Selon le recensement de 2016, la diaspora marocaine à près de 104 000 personnes, principalement dans la région de Montréal. Les statistiques du Maroc indiquent que sa diaspora au Canada se situe davantage autour de 300 000 personnes. Chaque année, plus de 5 000 jeunes Marocains se rendent au Canada pour étudier dans des collèges et des universités.

## Portail d'information
Yabiladi est un portail d'information créé en 2002 et considéré comme le site de référence de la diaspora marocaine,. Le nom « Ya Biladi » signifie «Ô mon pays » en arabe. Il s'agit au départ d'un site francophone ; une version arabophone du portail Yabiladi est mise en ligne en 2011 (yabiladi.ma), et une autre, hispanophone (es.yabiladi.com), en 2012. Un portail dédié aux femmes, Yabiladies (avec un jeu de mots sur l'anglais "ladies") voit le jour en 2012.
Les objectifs ont évolué au fil du temps. Au départ, le but était surtout de proposer un forum où les internautes peuvent échanger sur des questions liées à l'histore du Maroc, aux rapports entre le Maroc et la France, ou sur certains aspects du quotidien. Le site devait servir aussi d'espace d'entraide, notamment à destination des Marocains qui souhaitent émigrer, et d'espace de rencontre amicale ou amoureuse.
En 2004, son fondateur Mohammed Ezzouak présente le site comme un portail web où des bénévoles « travaillent à fournir un média de qualité aux trois millions de Marocains à travers le globe sans oublier les Marocains au Maroc ».

## Personnalités de la diaspora
| Personnalités en France                                 | Personnalités en Espagne                              | Personnalités en Israël                                        | Personnalités aux Pays-Bas                                     | Personnalités en Allemagne                                 |
| - Mehdi Benatia (footballeur) - Saïd Taghmaoui (acteur) | - Achraf Hakimi (footballeur) - Nasser Saleh (acteur) | - Yossi Benayoun (footballeur) - Ronit Elkabetz (réalisatrice) | - Hakim Ziyech (footballeur) - Zakaria Aboukhlal (footballeur) | - Nassim Boujellab (footballeur) - Miami Yacine (chanteur) |

| Personnalités en Italie                                | Personnalités au Danemark                             | Personnalités en Norvège                                     | Personnalités en Finlande                                          | Personnalités en Suède                                                |
| - Hachim Mastour (footballeur) - Mehdi Meskar (acteur) | - Younes Namli (footballeur) - Isam Bachiri (rappeur) | - Rafik Zekhnini (footballeur) - Nadia Hasnaoui (animatrice) | - Jasin-Amin Assehnoun (footballeur) - Sari Essayah (politicienne) | - Nabil Bahoui (footballeur) - Kenza Zouiten (bloggeuse et mannequin) |

| Personnalités aux États-Unis                              | Personnalités au Canada                                        | Personnalités en Belgique                                    | Personnalités en Angleterre                               |
| - Noah Sadaoui (footballeur) - Driss Temsamani (banquier) | - Yassine Bounou (footballeur) - Sharren Haskel (politicienne) | - Marouane Fellaini (footballeur) - Soufiane Chilah (acteur) | - Kieran Djilali (footballeur) - Layla El (catcheuse WWE) |